# آنیزودین
آنیزودین (انگلیسی: Anisodine) یک داروی ضد اسپاسم و آنتی کولینرژیک است که در درمان شوک حاد گردش خون به کار می‌رود. این ماده یک آلکالوئید تروپان است و به طور طبیعی در گیاهان خانواده بادنجانیان یافت می‌شود. آنیزودین به عنوان یک آنتاگونیست گیرنده استیل کولین موسکارینی و آنتاگونیست گیرنده α1-آدرنرژیک عمل می‌کند.